# الکس نورث
الکس نورث (انگلیسی: Alex North؛ ۴ دسامبر ۱۹۱۰ – ۸ سپتامبر ۱۹۹۱) آهنگساز اهل آمریکا بود. وی همچنین برنده جوایزی همچون کمک هزینه گوگنهایم شده‌است. وی ۱۵ بار نامزد جایزه اسکار بهترین موسیقی فیلم و همچنین برنده ۱ اسکار افتخاری در سال ۱۹۸۶ شده است.

## فیلمشناسی
- اتوبوسی به نام هوس (۱۹۵۱)
- مرگ فروشنده (۱۹۵۱)
- زنده‌باد زاپاتا! (۱۹۵۲)
- بینوایان (۱۹۵۲)
- دزیره (۱۹۵۴)
- Unchained (۱۹۵۵)
- خالکوبی رز (۱۹۵۵)
- فردا گریه خواهم کرد (۱۹۵۵)
- بدذات (۱۹۵۶)
- The Rainmaker (۱۹۵۶)
- شاه و چهار ملکه (۱۹۵۶)
- تابستان گرم و طولانی (۱۹۵۸)
- عشق بازیگری (۱۹۵۸)
- Hot Spell (۱۹۵۸)
- خشم و هیاهو (۱۹۵۹)
- The Wonderful Country (۱۹۵۹)
- اسپارتاکوس (۱۹۶۰)
- ناجورها (۱۹۶۱)
- بست (۱۹۶۱)
- ساعت بچه‌ها (۱۹۶۱)
- همه سقوط می‌کنند (۱۹۶۲)
- کلئوپاترا (۱۹۶۳)
- پائیز قبیله شاین (۱۹۶۴)
- The Outrage (۱۹۶۴)
- The Agony and the Ecstasy (۱۹۶۵)
- چه کسی از ویرجینیا وولف می‌ترسد؟ (۱۹۶۶)
- The Devil's Brigade (۱۹۶۸)
- The Shoes of the Fisherman (۱۹۶۸)
- Hard Contract (۱۹۶۹)
- A Dream of Kings (۱۹۶۹)
- Willard (۱۹۷۱)
- Pocket Money (۱۹۷۲)
- Shanks (۱۹۷۴)
- خم به ابرو نیاور (۱۹۷۵)
- Journey into Fear (۱۹۷۵)
- Somebody Killed Her Husband (۱۹۷۸)
- Wise Blood (۱۹۷۹)
- Carny (۱۹۸۰)
- Dragonslayer (۱۹۸۱)
- زیر آتشفشان (۱۹۸۴)
- شرف خانواده پریتزی (۱۹۸۵)
- مردگان (۱۹۸۷)